# Charles Wiener
Pour les articles homonymes, voir Wiener.

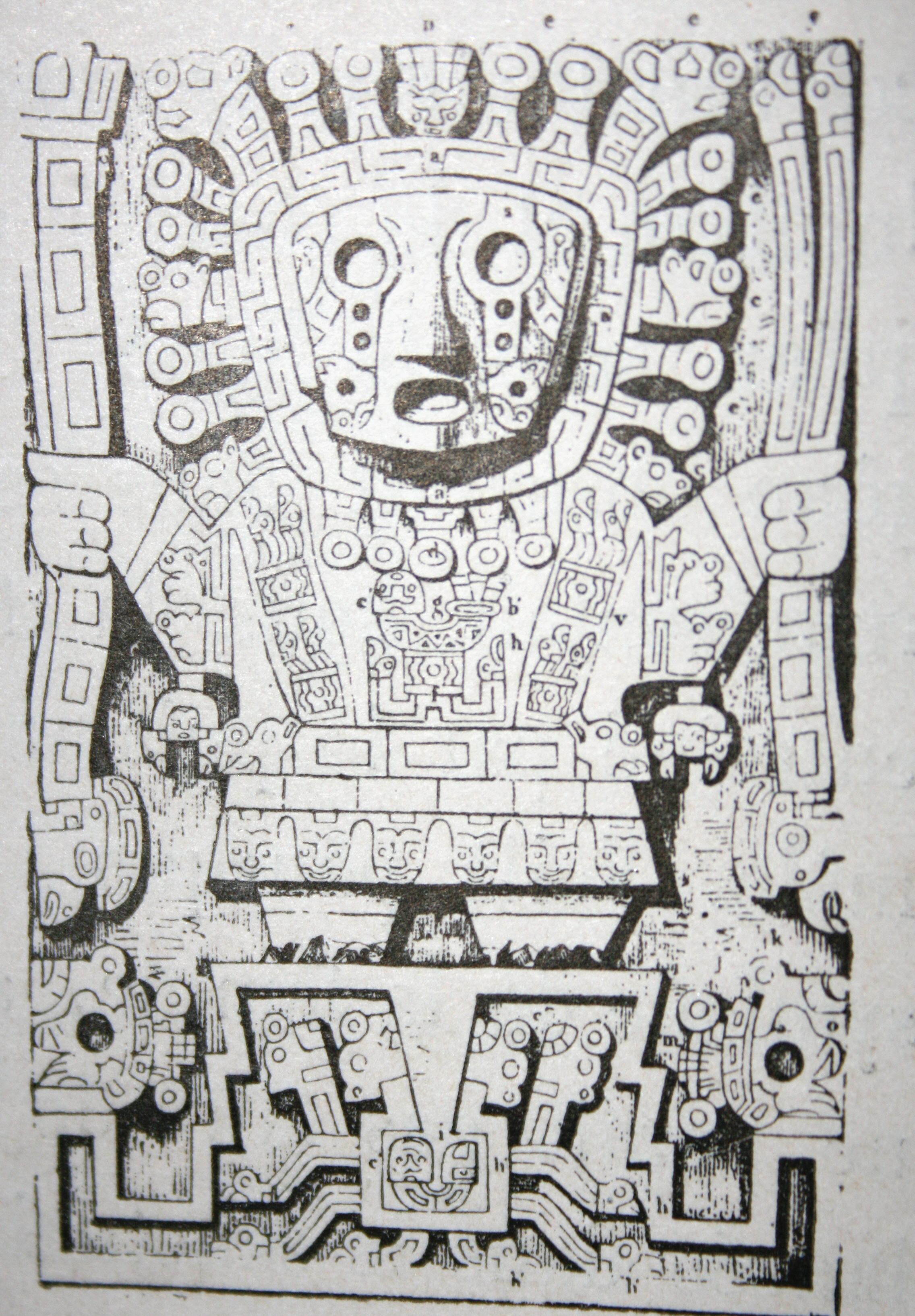
Bas-relief représentant le dieu Viracocha, motif central de la porte du Soleil à Tiahuanaco. Gravure publié dans le livre de Wiener Pérou et Bolivie.

Charles Wiener, né le 25 aout 1851 à Vienne (Autriche-Hongrie) et décédé le 3 décembre 1913 à Rio de Janeiro, est un explorateur et diplomate français.

## Biographie
Charles Wiener, né à Vienne (Autriche-Hongrie) en 1851, vient s'installer à Paris avec sa famille en 1867 après le décès de son père.
Il passe le baccalauréat en 1869 à Paris. Il rentre à l'École normale de Cluny (Lyon) et passe le brevet de l'enseignement spécial le 7 août 1870. Pendant la guerre contre la Prusse il part enseigner en Angleterre. De retour en France il est nommé professeur de langues au lycée Fontanes (aujourd'hui lycée Condorcet) en octobre 1872.
Il commence alors à s'intéresser à l'histoire inca et à l'archéologie du Pérou, notamment sous la houlette du diplomate américaniste Léonce Angrand. En 1874 il publie un Essai sur les institutions politiques, religieuses, économiques et sociales de l'Empire inca (il se dit qu'il s'agirait de sa thèse de doctorat en philosophie qu'il aurait soutenu à l'université de Rostock cette même année, cependant l'information demeure improuvée).
Il soumet au ministère de l’Instruction publique un projet d'exploration archéologique en Amérique du Sud et obtient le 9 juillet 1875 une mission scientifique au Pérou et en Bolivie. Après avoir gagné le Brésil, il est autorisé par l'Empereur Pedro II à accompagner une équipe scientifique qui va explorer l'île de Santa Catarina (notamment pour fouiller des « sambaquis » ou amas coquillers. Il se rend ensuite au Pérou, débarquant au Callao en février 1876. Il fait d'importantes fouilles sur le site d'Ancón (au nord de Lima), puis prend la route de la côte nord. Près de Trujillo il étudie le spectaculaire site chimu de Chan Chan, ainsi que les pyramides de la Lune et du Soleil à Moche. Il se dirige ensuite vers Paramonga qu'il fouille, puis Cajamarca (là où le conquistador Pizarro captura l'Inca Atahualpa), puis suit la route de la Cordillère jusqu'au sud du Pérou. En chemin il visite quelques-uns des sites préhispaniques devenus parmi les plus célèbres : Chavin de Huantar, Huánuco Viejo, Vilcas Huaman, Incahuasy, Cuzco. Depuis l'ancienne capitale inca il entreprend par la vallée de l'Urubamba une courte expédition en direction de la forêt amazonienne. Lors d'une étape à Ollantaytambo, dans la Vallée Sacrée, il entend parler de plusieurs sites antiques qui mériteraient d'être étudiés : Vilcabamba, Choquequirao, ainsi qu'un certain « Matcho Picchu ». Dans le récit de son voyage publié en 1880 il prétend avoir recherché ce dernier site, cependant l'itinéraire emprunté ne lui laissait aucune chance de le découvrir. Pourtant, les informations que quelques érudits locaux lui fournirent étaient suffisamment précises pour qu'elles lui permettent de produire dans son livre une carte localisant de manière relativement exacte le prestigieux site de Machu Picchu (qui ne sera officiellement découvert qu'en 1911 par l’explorateur américain Hiram Bingham).
Il se rend ensuite (courant 1877) en Bolivie, où il visite le site de Tiahuanaco, puis entreprend l'ascension d'un des sommets des monts Illiminani. La réussite de cette expédition fut d'ailleurs aussitôt sujet à polémique et effectivement il est permis de douter de la réalité de cet exploit. Durant son séjour au Pérou s'engagea aussi une vive polémique avec un autre chargé de mission scientifique français, Théodore Ber; le journal intime de ce dernier s'en fait d'ailleurs largement l'écho
Il est naturalisé français le 10 août 1878.
Nommé vice-consul de France à Guayaquil (Équateur) le 9 octobre 1879, il est parallèlement chargé d’une mission d’exploration en Amérique équatoriale.
Nommé consul de France à Santiago du Chili le 15 septembre 1883, il intègre la commission mixte franco-chilienne chargée de statuer sur les réclamations occasionnées par le conflit avec le Pérou.
Mis en disponibilité faute de poste diplomatique vacant en mai 1888, il est quelques mois plus tard chargé de travaux de classement de documents espagnols anciens dans les locaux du ministère des Affaires étrangères, à Paris.
Attaché à la Légation de France à Mexico le 25 juillet 1889, puis nommé consul de première classe à Asuncion (Paraguay) le 30 octobre 1890, il est ensuite envoyé comme consul de France à La Paz.
Après avoir effectué une longue mission commerciale en Amérique du Sud (de mars 1895 à décembre 1897), il est nommé membre de la commission des écoles d’occident au ministère des Affaires étrangères en 1898, puis l’année suivant est chargé du bureau des affaires d’Amérique à ce même ministère.
Promu ministre plénipotentiaire le 25 mars 1899, il assure pendant quelques mois de l’année 1901 la gérance de la Légation de France à Montevideo, avant d’être nommé envoyé extraordinaire et ministre plénipotentiaire à Caracas en octobre 1901 (mais ne prenant son poste qu’en 1903).
Le 30 janvier 1907 il est chargé d’une nouvelle mission commerciale en Amérique du Sud.
Nommé officier de la Légion d’honneur le 7 août 1908, il prend sa retraite en 1910.
Il décède à Rio de Janeiro en décembre 1913.

## Les origines dumusée d'ethnographie du Trocadéro

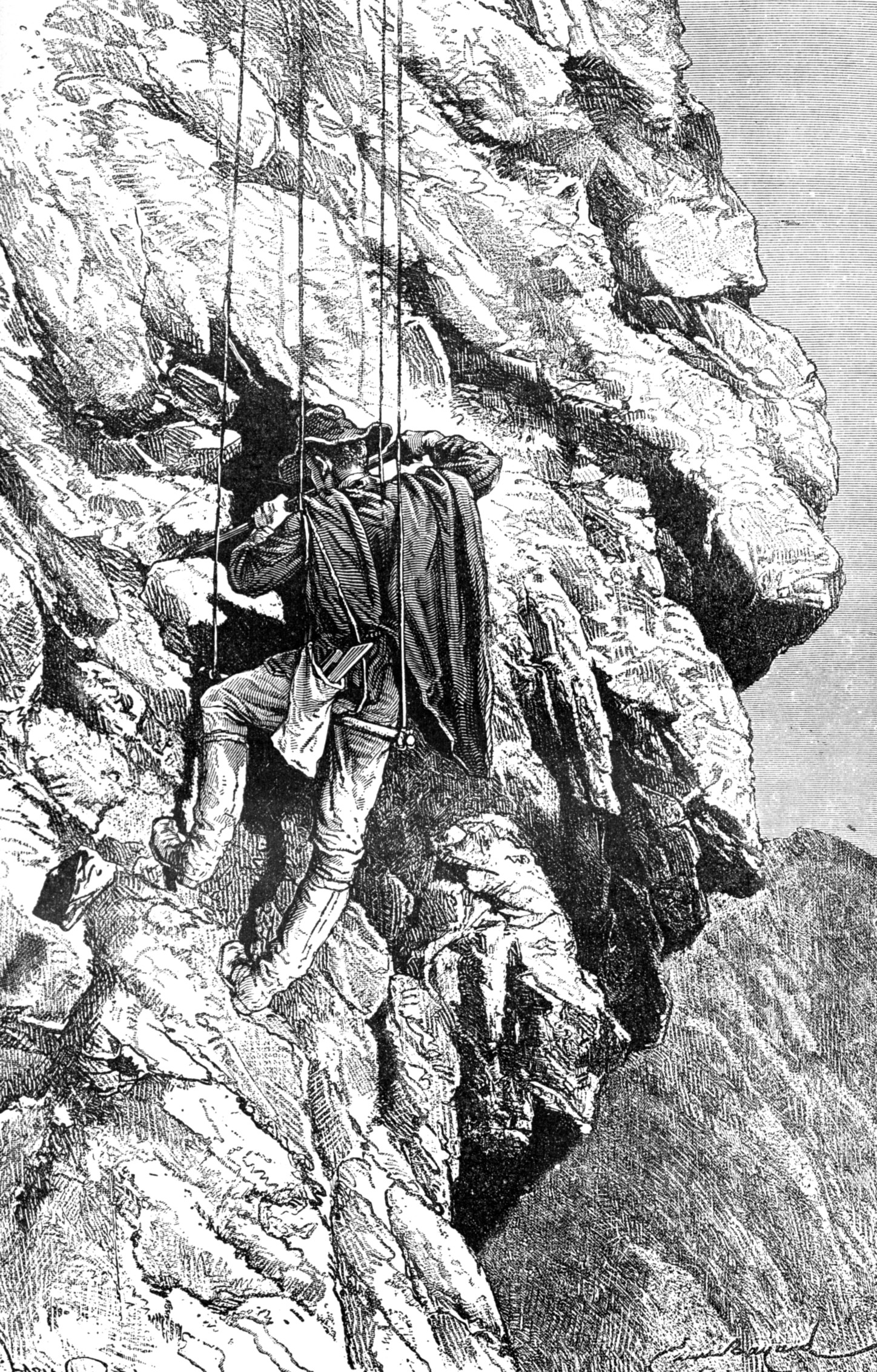
Charles Wiener se représentant en train de fouiller une grotte funéraire. Gravure publiée dans son récit Pérou et Bolivie.

De retour en France en août 1877, Charles Wiener rapporte avec lui (ou a déjà fait expédier) quelques milliers d'objets archéologiques exhumés dans ses fouilles ou bien offerts par plusieurs collectionneurs rencontrés au cours de son expédition (José Mariano Macedo, Frédéric Quesnel, Abel Drouillon et certainement d'autres contributeurs restés anonymes). Il parvient à convaincre Oscar-Amédée de Watteville, directeur des sciences et des lettres au ministère de l'Instruction publique, d’organiser une exposition temporaire présentant les résultats de sa mission. Finalement, cette exposition sera élargie avec les contributions d'autres explorateurs : outre celles rapportées par Wiener, on trouvait notamment les collections réunies par Chaplain-Duparc et Corroyer (France), Édouard André (Colombie et Équateur), Jules Crevaux (Guyane, Brésil), Léon de Cessac (Pérou et Californie), Alphonse Pinart (Mexique), Ujfalvy (Asie centrale), Louis Delaporte et Félix Faraut (Angkor), Alfred Marche (Afrique centrale), Achille Raffray (Nouvelle-Guinée), etc. Une première exposition de ce « Muséum ethnographique des missions scientifiques » est ouverte en janvier 1878 au Palais de l'Industrie, puis transférée au Champ-de-Mars dans le cadre de l'Exposition universelle inaugurée en mai 1878. Conforté par le succès populaire de ces expositions, le ministère décide la création d'un musée d'ethnographie et lui affecte par arrêté du 24 novembre 1879 une partie du Palais du Trocadéro, construit pour l'Exposition universelle qui vient de s'achever. Les collections de Wiener (ainsi que des autres exposants cités plus haut) constituent le noyau initial de ce nouveau musée; elles sont aujourd'hui conservées au musée du quai Branly.

## Publications

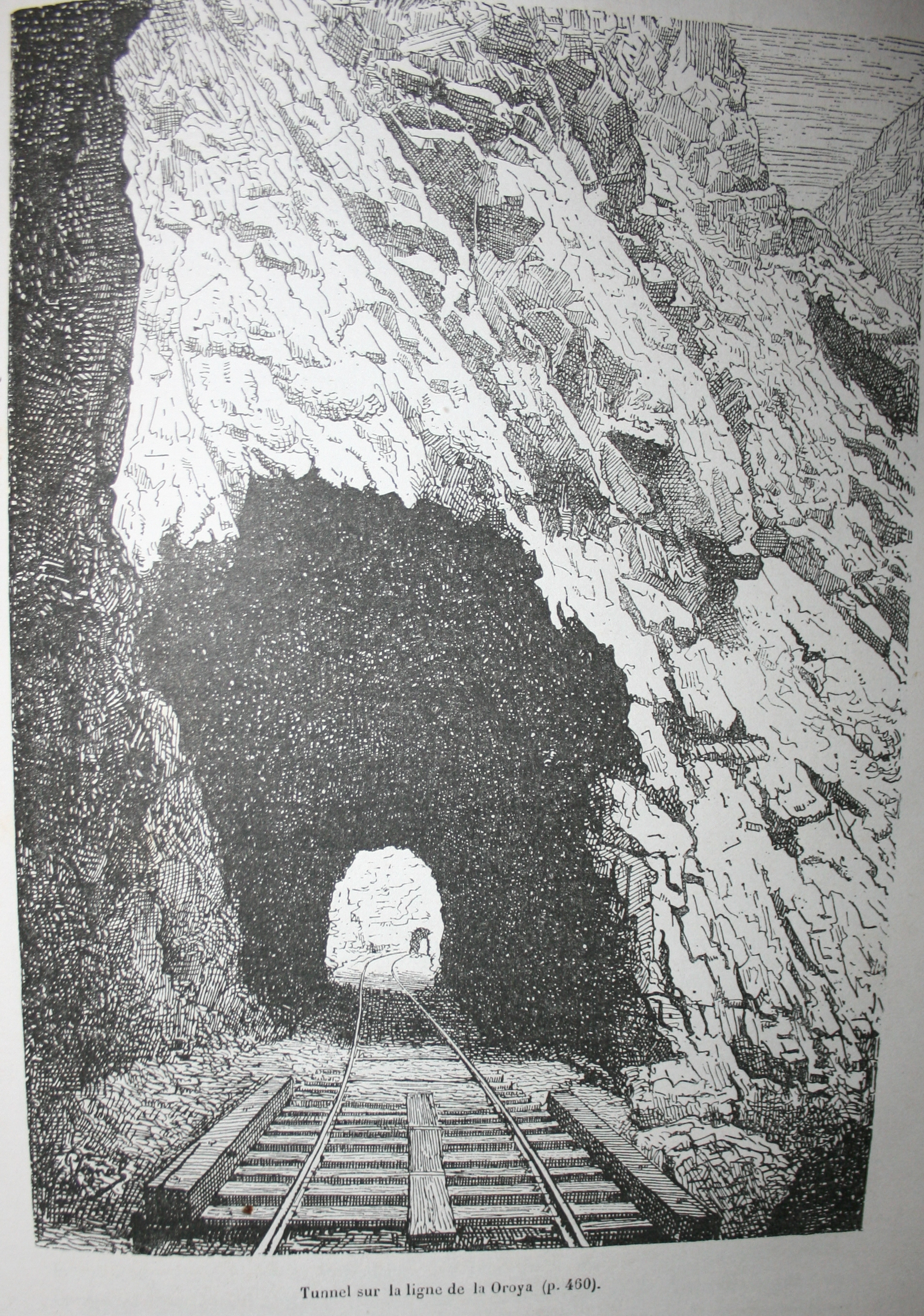
Tunnel pour le chemin de fer de Lima à La Oroya. Gravure publiée dans son récit Pérou et Bolivie. Hergé s'inspira de cette image pour son album Le Temple du Soleil.

- Essai sur les changements de la langue allemande, suivi d’une prosodie du moyen-haut allemand. Paris, E. Thorin. 56p, 1873
- Essai sur les institutions politiques, religieuses, économiques et sociales de l’empire des Incas. Paris, Maisonneuve. 104p., V pl, 1874
- « Notice sur le communisme dans l’empire des Incas », Actes de la Société Philologique, tome IV, n°6, juin 1874.
- « Notice sur le Brésil », Actes de la Société Philologique, tome IV, n° 8, décembre 1874, pp. 289–306, 1874
- Portulan de Charles Quint donné à Philippe II, accompagné d’une notice explicative par MM. F. Spitzer et Ch. Wiener. Paris, imp. De J. Caye. 40 p., XIV pl, 1875
- « Estudos sobre os sambaquis do sul do Brazil », Archivos do Museu nacional do Rio de Janeiro, I, pp. 1–20, 1876
- « Expédition scientifique au Pérou et en Bolivie », Le Tour du Monde, tome XXXV, (887e et 888e livraison), pp. 1–32, 1877
- « Excursion dans la République bolivienne », Bulletin de la Société de Géographie de Paris, tome 14, 6e série, pp.193-198, 1877
- « Ascension de l’Illimani. Le Pic de Paris », Journal des Voyages, I, pp.119-120, 1877
- « Expédition scientifique française au Pérou et en Bolivie. Ascension de l’Illimani, l’une des plus hautes montagnes du monde. »,  La Nature, 1er semestre 1878, pp.71-75, 1878
- L’Amérique centrale et méridionale et l’Exposition de 1878. Par Clovis Lamarre et Charles Wiener. Paris, C. Delagrave. 316p, 1878
- La main d’œuvre dans l’Amérique méridionale. Communication adressée à la Société de Géographie de Paris dans la séance du 2 mai 1879. Versailles, Cerf et fils. 15p, 1879
- « La ville morte du Grand Chimu », Bulletin de la Société de Géographie de Paris, tome 18, 6e série, pp.305-340, 1879
- Pérou et Bolivie. Récit de voyage, suivi d’études archéologiques et ethnographiques et de notes sur l’écriture et les langues des populations indiennes. Paris, Hachette. 796p, 1880
- « Exploration du Rio Napo », Bulletin de la Société de Géographie de Paris, tome 1, 7e série, pp. 166–172,1881
- « Les Indiens Colorados et les sièges de pierre de la région de Manabi », Revue d’Ethnographie, I, pp. 454–458,1882
- « L’Amérique équatoriale, son présent et son avenir économique », Bulletin de la Société de Géographie Commerciale, pp. 21–36,1883
- « Amazone et Cordillère », Le Tour du Monde, tome XLVIII, pp. 209–304 et 337-416,1884
- Chili et Chiliens. Paris, L. Cerf. 384p, 1888
- « Gisements minéraux du Chili » (extrait d’un rapport adressé au ministre des Affaires étrangères), Annales des mines, juin 1898. 8p, 1898
- La République Argentine. Paris, Cerf. 679p, 1899
- 333 jours au Brésil. Paris, C. Delagrave. 208p, 1911

La très riche iconographie de Pérou et Bolivie-Récit de voyage a inspiré Hergé qui y a tiré plusieurs illustrations pour les albums de Tintin Le temple du soleil, Les 7 boules de cristal et "l'Oreille cassée",. &